# Fuerza Amarilla Sporting Club
Maillots
Dernière mise à jour : 27 décembre 2016.
Le Fuerza Amarilla Sporting Club était un club équatorien de football basé à Machala dans la province d'El Oro. Le club voit le jour en 1999.
Le club évolue en Serie A lors de la saison 2017 après plusieurs relégations il joue en 2022 en troisième division mais ne se présente pas lors des deux premières journées et perd sa licence.

## Histoire
En 2015, la Fuerza Amarilla fait sa première participation  en Serie B. À la fin de la saison, le club termine à la deuxième place, et il est promu pour la première fois en Serie A lors de la  saison 2016. 
La saison suivante, le club termine à la huitième place du championnat, ce qui permet au club de se qualifier pour la première fois à la Copa Sudamericana.

## Palmarès
- Championnat d'Équateur de deuxième division :
  - Vice-champion : 2015